# Maciej Zientarski
Maciej Zientarski (ur. 1 października 1972 w Poznaniu) – polski dziennikarz i prezenter radiowy specjalizujący się w zagadnieniach motoryzacyjnych.

## Życiorys
Jest synem dziennikarza motoryzacyjnego Włodzimierza Zientarskiego. Prowadził z Maciejem Pruszyńskim w kanale TV4 autorski program V Max, w którym przedstawiał luksusowe i sportowe samochody różnych marek. W telewizji Polsat wraz z ojcem prowadził program Pasjonaci, a w Antyradiu – Antymotolista oraz studio Formuły 1.
W 2007 roku uległ wypadkowi motocyklowemu, z którego jednak wyszedł bez poważniejszych obrażeń. W 2008 roku wziął udział w kampanii reklamowej dla PZU.
27 lutego 2008 spowodował wypadek samochodowy na ulicy Puławskiej w Warszawie, w którym zginął współpasażer, Jarosław Zabiega (motoryzacyjny dziennikarz „Super Expressu”). We wrześniu 2010 roku usłyszał zarzut nieumyślnego spowodowania wypadku, którego następstwem jest śmierć innej osoby. 3 stycznia 2013 roku Sąd Rejonowy dla Warszawy-Mokotowa uznał go za winnego spowodowania wypadku i skazał na trzy lata pozbawienia wolności oraz osiem lat zakazu prowadzenia pojazdów. Po apelacji dziennikarza wyrok został skrócony do dwóch lat. W 2018 roku kara została zawieszona na okres pięciu lat.
W połowie 2012 roku powrócił do działalności testera samochodów (jako pilot) oraz komentatora filmów produkowanych przez internetowy serwis Trynid.

### Życie prywatne
Z żoną Beatą Zientarską ma dwóch synów: Jakuba (ur. 1994) i Gustawa (ur. 1999). Został częściowo ubezwłasnowolniony, a decyzją sądu z 2009 jego doradcą tymczasowym i reprezentantem została żona. Sąd oddalił także złożony w jego imieniu pozew rozwodowy. W maju 2010 sąd orzekł o rozwodzie Zientarskich.
25 listopada 2017 ponownie się ożenił, jego żoną została koleżanka z lat szkolnych, Magdalena.

## Radio i telewizja
- Antyradio – Antymotolista, program autorski
- TV4 – V Max, program autorski
- Polsat – Pasjonaci, współprowadzący program

## Dubbing
- 2005: Garbi: Super bryka – komentator;
- 2006: Auta – komentator Darrel Caltrip.